# Berthold Wolpe
Berthold Wolpe est un typographe anglais d'origine allemande et juive.

## Biographie
Berthold Ludwig Wolpe est né à Offenbach-sur-le-Main le 29 octobre 1905. Il commença par se spécialiser dans l'orfèvrerie avant que de devenir l'élève de Rudolf Koch à l'École des beaux-arts d'Offenbach-sur-le-Main (de). Il en vint au lettrage et traça même des caractères sur des tapis qu'il confectionnait lui-même. Il devint par la suite l'assistant de Koch, de 1929 à 1934. Il enseigna à l'école d'arts visuels du Städel à Francfort-sur-le-Main de 1930 à 1933. En 1932, il crée le caractère Hyperion et se rend en Angleterre et y rencontre Stanley Morison. Par son entremise, il travaille à son retour en Allemagne pour Monotype sur l'Albertus, un caractère romain destiné aux affiches.
Le 28 février 1935, il reçoit une lettre de la chambre des beaux-arts du Reich lui expliquant qu'étant non-aryen, il lui est désormais interdit d'exercer sa profession de graphiste.
Il choisit d'émigrer pour l'Angleterre. Il crée alors les caractères Tempest Titling (1935), Sachsenwald (1938) & Pegasus (1938-39) tout en travaillant pour la maison londonienne Fanfare Press. Malheureusement, quand la deuxième guerre mondiale est déclarée, il est interné dans un camp situé en Australie, comme d'autres citoyens allemands résidant sur le sol britannique. Il lui est permis de retourner en Grande-Bretagne en 1941 : dès lors, il travaille comme graphiste pour la maison d'édition Faber & Faber. Pendant cette collaboration, qui durera plus de trente ans, il dessinera plus de 1500 jaquettes de livres. Il crée les caractères Decorata en 1955 et LTB Italic en 1973.
Il est naturalisé britannique en 1947. Il est fait Royal Designer for Industry en 1959, devient docteur honoris causa du Royal College of Art en 1968 et officier de l'ordre de l'Empire britannique en 1983.
En 1980, pour célébrer son soixante-quinzième anniversaire, le Victoria and Albert Museum de Londres lui consacre une exposition monographique.

## Publications
- Das ABC-Büchlein, avec Rudolf Koch, Insel Verlag, 1934
- Handwerkerzeichen, Bauer, Frankfurt/Main, 1936